# Группы Томпсона
Группы Томпсона F и T — специальным образом построенные группы гомеоморфизмов отрезка и окружности соответственно. А именно, гомеоморфизм отрезка или окружности принадлежит группе F или Т соответственно, если:
- он кусочно-линеен;
- на каждом отрезке линейности производная является (целой) степенью двойки;
- все концы интервалов линейности и их образы являются двоично-рациональными точками.

## Свойства
- Группа Томпсона F может рассматриваться в группе Томпсона T как стабилизатор точки 0
- Группы Томпсона T и F конечно-представлены.
- Существует гладкая реализация Жиса — Сержиеску группы Томпсона T; то есть, её действие на окружности {\displaystyle C^{\infty }}-диффеоморфизмами.
- Число вращения каждого гомеоморфизма из группы Томпсона T рационально.
- Группа Томпсона F не содержит свободной подгруппы ранга 2.